# Eulaceura osteria
Eulaceura osteria är en fjärilsart som beskrevs av John Obadiah Westwood 1850. Eulaceura osteria ingår i släktet Eulaceura och familjen praktfjärilar. Inga underarter finns listade i Catalogue of Life.

## Bildgalleri

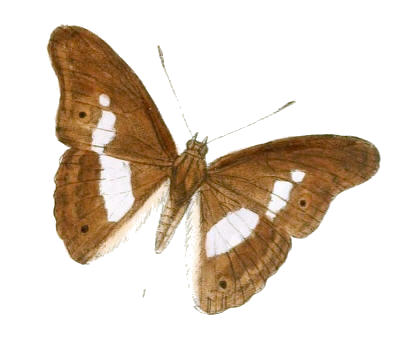
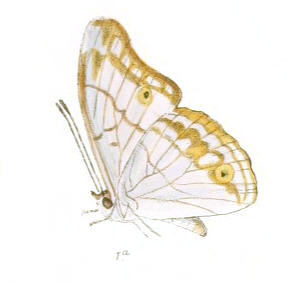
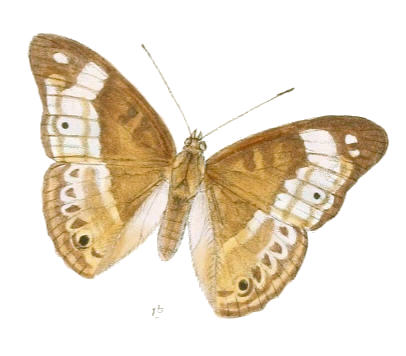